# Нова Голландія (Австралія)

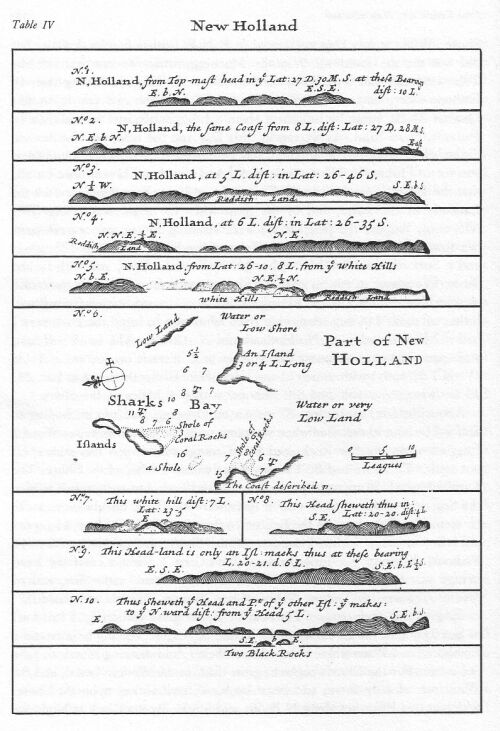
Карта частини Нової Голландії, виготовлена Вільямом Дампіром у 1699 році

Нова Голландія — історична назва Австралії. Назву було введено у вжиток 1644 року голландським мандрівником Абелем Тасманом й широко використовувалась упродовж наступних 150 років.
Після заснування поселення у Новому Південному Уельсі 1788 року, що охоплював східну частину континенту, назва Нова Голландія почала частіше застосовуватись для позначення тієї частини континенту, яка ще не була анексована Новим Південним Уельсом (що приблизно відповідає області, яка нині має назву Західна Австралія).
У 1804 році Метью Фліндерс (Matthew Flinders), англійський мореплавець і картограф, рекомендував прийняти назву Австралія на заміну Новій Голландії, але тільки 1824 року це перейменування було офіційно санкціоновано Сполученим Королівством.